# بوردمن (اوهایو)
بوردمن (به انگلیسی: Boardman) یک منطقهٔ مسکونی در ایالات متحده آمریکا است که در شهرستان ماهونینگ، اوهایو واقع شده‌است. بوردمن ۳۹٫۶ کیلومتر مربع مساحت و ۳۵٬۳۷۶ نفر جمعیت دارد و ۳۳۹ متر بالاتر از سطح دریا واقع شده‌است.